# Dystrykt Thunder Bay
Dystrykt Thunder Bay (ang. Thunder Bay District) - jednostka administracyjna kanadyjskiej prowincji Ontario.
Dystrykt ma 149 063 mieszkańców. Język angielski jest językiem ojczystym dla 83%, francuski dla 3,9% mieszkańców (2006).
W skład dystryktu wchodzą:
- kanton Conmee
- kanton Dorion
- kanton Gillies
- miasto (town) Greenstone
- kanton Manitouwadge
- miasto (town) Marathon
- kanton Neebing
- kanton Nipigon
- kanton O’Connor
- kanton Oliver Paipoonge
- kanton Red Rock
- kanton Schreiber
- kanton Shuniah
- kanton Terrace Bay
- miasto (city) Thunder Bay